# Oribatula tibialis
Oribatula tibialis är en kvalsterart som först beskrevs av Hercule Nicolet 1855.  Oribatula tibialis ingår i släktet Oribatula och familjen Oribatulidae. Arten är reproducerande i Sverige.

## Underarter
Arten delas in i följande underarter:
- O. t. tibialis
- O. t. allifera
- O. t. azerbeidjanica